# Wallmenroth
Wallmenroth é um município da Alemanha localizada no distrito de Altenkirchen, na associação municipal de Verbandsgemeinde Betzdorf, no estado da Renânia-Palatinado.

## População
| - 1815 – 144 - 1835 – 235 - 1871 – 538 - 1905 – 441 - 1939 – 673 | - 1950 – 864 - 1961 – 923 - 1970 – 1.061 - 1987 – 1.143 - 2005 – 1.276 |

## Política
|      | SPD | CDU | Total       |
| 2009 | 5   | 11  | 16 Cadeiras |
| 2004 | 7   | 9   | 16 Cadeiras |